# 4093 Bennett
4093 Bennett eller 1986 VD är en asteroid i huvudbältet som upptäcktes den 4 november 1986 av den australiensiske astronomen Robert H. McNaught vid Siding Spring-observatoriet. Den är uppkallad efter den sydafrikanske astronomen Jack C. Bennett.
Asteroiden har en diameter på ungefär 24 kilometer och den tillhör asteroidgruppen Eos.